# Наполеон III Бонапарт
Наполео́н III Бонапа́рт (фр. Napoléon III Bonaparte) повн. ім'я Шарль Луї Наполеон (фр. Charles Louis Napoléon Bonaparte; 20 квітня 1808 — 9 січня 1873) — останній французький імператор з 1 грудня 1852 року до 4 вересня 1870 року (з 2 вересня 1870 року знаходився в полоні), Президент Французької республіки з 20 грудня 1848 року до 1 грудня 1852 року.
Племінник Наполеона I, після низки заколотів із метою захопити владу прийшов до неї мирним шляхом, як президент республіки (1848). Здійснивши переворот у 1851 році й усунувши законодавчу владу, шляхом «прямої демократії» (плебісцит) встановив авторитарний поліцейський режим. За рік проголосив себе імператором Другої імперії. Становлення Другої імперії зробило його владу абсолютною.

## Прихід до влади
Після Липневої революції 1848 року, в Франції було повалено монархію, король Луї-Філіпп I був змушений зректися влади і решту життя провів у вигнанні.
Революціонери оголосили Францію республікою, з парламентом, і президентськими виборами раз на 4 роки.
Саме на виборах 1848, вперше як значима політична фігура з'явився Шарль Луї Наполеон Бонапарт. Племінник Наполеона I Бонапарта. Завдяки своїй компромісній
позиції і поважного прізвища, він стає першим президентом Франції, не зважаючи на те що по закону Бонапартам було заборонено ставити на чолі держави, прийнявши пост президента він пообіцяв покинути його через 4 роки. Проте під час свого президентства, проти нього були налаштовані парламент і опозиція, які часто блокували його законопроекти й постійно нагадували про термін.
Тому 2 грудня 1851 року, Наполеон розпустив парламент, майже всі опозиційні лідери були арештовані, а вуличні протести жорстоко подавлені. Згодом завдяки цьому кроку, Наполеон змінює конституцію і врешті 1 грудня 1852 оголошує себе імператором Другої французької імперії, Наполеоном III.

## Кримська війна

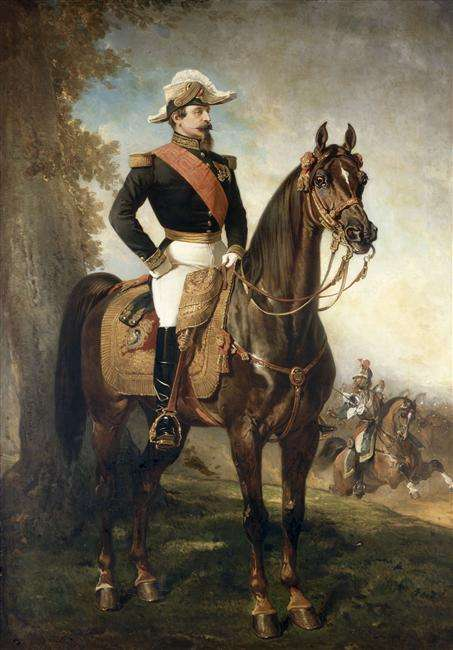
Кінний портрет Наполеона III. Альфред Де Дре, 1858.

Французька імперія разом із Великою Британією виступили проти захоплення Російською імперією Молдови і Валахії, і після цього Франція оголосила війну Росії. Була також друга причина: російський імператор Микола I не визнав влади Наполеона III, публічно принизивши його. Однак, коли Сардинське королівство приєдналось до англо-французько-османської коаліції, в Російській імперії почалась паніка. 1854 року Російська імперія програла війну.
Після перемоги у Кримській війні та з нагоди Всесвітньої виставки в Парижі в 1855 р., Наполеон III виготовив для себе та для імператриці Євгенії спеціальні імператорські корони.

## Франко-мексиканська війна
Продовжуючи агресивну експансіоністську політику та прагнучи визнання Франції як провідного гравця в міжнародній політиці, та натхнений вдалим прикладом Кримської кампанії, Наполеон III ухвалив рішення про втручання у внутрішні справи Мексики. Спочатку Франція, як і під час Кримської війни, діяла в складі міжнародної коаліції (разом з іспанцями та англійцями), а, надалі, самостійно, підтримуючи одну із сторін у громадянській війні в Мексиці. Війна тривала з 1862 до 1867 року з перемінними успіхами, та зрештою закінчилася поразкою і виведенням французьких військ із території Мексики.

## Французько-прусська війна
Франція намагалась втрутитись у європейські відносини Пруссії й Іспанії. Прусське королівство вважало, що їхнього короля образили, після того як канцлер Бісмарк редагував Емську депешу, виставивши все таким чином, наче імператор Бонапарт образив Вільгельма. Французи вважали, що їхнього посла було ображено. У липні 1870 року розпочалась військова мобілізація, а згодом і війна.
Маршали Наполеона запевняли у безперечній перемозі французької армії, що зовсім не відповідало реальності. 4 серпня французькі війська зазнали розгрому біля м. Мец. 1 вересня розпочалась битва при Седані, в якій французька армія зазнала значних втрат, попри сильний опір. Наполеон III 2 вересня здався. Після взяття в полон Наполеона III в битві під Седаном Друга французька імперія розпалалася. Париж взяли в кільце та тримали до кінця, поки парижани не здалися. Після цієї війни Німеччина об'єдналась, утворивши Німецьку імперію. За Франкфуртським договором Німеччині дісталась майже вся Лотарингія і велика частина Ельзасу.

## Нагороди

### Франція
- Орден Почесного легіону, великий хрест (1848)
- Військова Медаль (1852)
- Медаль Італійської кампанії 1859

### Сардинське королівство
- Вищий орден Святого Благовіщення (13 липня 1849)
- Орден Святих Маврикія та Лазаря, великий хрест (13 липня 1849)
- Савойський військовий орден, великий хрест (28 вересня 1855)
- Золота медаль «За військову доблесть» (Італія) (1859)

### Португальське королівство
- Орден Вежі й Меча, великий хрест (3 серпня 1852)
- Потрійний орден (7 жовтня 1854)
- Орден Сантьяго да Еспада, великий хрест (3 квітня 1865)

### Мексика
- Орден Гваделупи, великий хрест (Мексиканська республіка; 12 січня 1854)
- Орден Мексиканського орла, великий хрест з ланцюгом (Мексиканська імперія; 1 січня 1865)

### Шведсько-норвезька унія
- Орден Серафимів (10 жовтня 1855)
- Орден Меча, великий хрест (26 серпня 1861)

### Османська імперія
- Орден Меджида 1-го ступеня (1855)
- Орден «Османіє» 1-го ступеня (1862)

### Велике герцогство Баденське
- Орден Вірності (Баден) (17 квітня 1856)
- Орден Церінгенського лева, великий хрест (17 квітня 1856)

### Прусське королівство
- Орден Чорного орла (8 червня 1856)
- Орден Червоного орла, великий хрест (8 червня 1856)

### Російська імперія
- Орден Андрія Первозванного (11 червня 1856)
- Орден Святого Олександра Невського (11 червня 1856)
- Орден Білого Орла (11 червня 1856)
- Орден Святої Анни 1-го ступеня (11 червня 1856)

### Ганноверське королівство
- Орден Святого Георгія (Ганновер) (1860)
- Королівський гвельфський орден, великий хрест

### Інші країни
- Орден Пія IX, великий хрест (Ватикан; 1849)
- Орден Святого Йосипа, великий хрест (Велике герцогство Тосканське; 1850)
- Орден Золотого руна (Іспанія; 17 вересня 1850)
- Орден Людвіга (Гессен), великий хрест (Саксонське королівство; 18 липня 1852)
- Орден Рутової корони (Саксонське королівство; 29 грудня 1852)
- Орден Південного Хреста, великий хрест (Бразильська імперія; 23 березня 1853)
- Орден Святого Губерта (Баварське королівство; 22 вересня 1853)
- Орден Леопольда I, великий хрест з ланцюгом (Бельгія; 15 лютого 1854)
- Орден дому Саксен-Ернестіне, великий хрест (1 березня 1954)
- Королівський угорський орден Святого Стефана, великий хрест (Австро-Угорщина; 1854)
- Орден Святого Фердинанда за заслуги, великий хрест (Королівство Обох Сицилій; 1854)
- Орден Підв'язки (Британська імперія; 18 квітня 1855)
- Орден Слона (Данія; 2 серпня 1855)
- Орден Віллема, великий хрест (Нідерланди; 13 вересня 1855)
- Орден Вюртемберзької корони, великий хрест (1856)
- Орден Лева і Сонця 1-го ступеня (Каджарський Іран; 1856)
- Орден Золотого лева (Гессен-Кассельське ландграфство; 10 січня 1858)
- Орден Золотого лева Нассау (2 травня 1858)
- Орден дому Хусейнідів (Туніс; 17 вересня 1860)
- Орден Білого Сокола, великий хрест (Велике герцогство Саксен-Веймар-Айзенаське; 14 листопада 1860)
- Орден Спасителя, великий хрест (Грецьке королівство; 1863)
- Орден Святої Рози і Цивілізації, великий хрест (Гондурас; 1869)
- Орден Святого Карла (Монако), великий хрест (1869)